# Bill Barberis
Guillaume (Bill) Barberis (Wilrijk, 4 januari 1982) is een Vlaams acteur. Hij werd bij het bredere Vlaamse publiek bekend voor zijn rol als Toon Vrancken in de soap Thuis, een rol die hij van 31 oktober 2013 tot 7 maart 2017 vertolkte.
Barberis studeerde voor vertaler-tolk (Frans, Engels en Standaardmandarijn) in Antwerpen en nadien ook even aan het conservatorium. Hij speelde in 2008 een bijrol als gangster in het achtste seizoen van Flikken. Als figurant is hij te zien in de film Rundskop (2011) van Michaël R. Roskam. In 2013 had hij een bijrol in de komische fictiereeks Safety First. Van 2013 tot 2017 had hij een hoofdrol in de dagelijkse televisiesoap Thuis op Eén. In 2014 maakte hij samen met collega-actrice Tina Maerevoet een aantal reportages over de Wild Atlantic Way, een route langs te ruige kusten van West-Ierland, voor het programma Vlaanderen Vakantieland. In 2016 was Barberis te zien in het televisieprogramma Boxing Stars en had hij een kleine rol in de komische dramaserie Callboys. In 2016 had hij een gastrol in Patrouille Linkeroever. In 2017 speelde hij mee in Spitsbroers, Zie mij graag en #hetisingewikkeld en eindigde hij in de top zeven van De Slimste Mens ter Wereld. 
Daarnaast is Barberis ook actief in het improvisatietheater. Zo speelde hij van 2004 tot 2014 bij de Belgische Improvisatie Liga. Sinds 2015 improviseerde hij ook bij De BoterBrigade en Inspinazie.
Hij heeft een relatie met actrice en singer-songwriter Tanya Zabarylo.

## Filmografie
- Flikken (2008) - als gangster
- Rundskop (2011) - als agent
- Safety First (2013) - als acteur
- Thuis (2013-2017) - als Toon Vrancken
- Patrouille Linkeroever (2016) - als Kim
- Callboys (2016) - als Luca
- Allemaal Familie (2017) - als Carl
- Vechtershart (2017) - als Briek Stevens
- Spitsbroers (2017) - als David Derizzo
- #hetisingewikkeld (2017) - als Seppe Verlinden
- Zie mij graag (2017-2020) - als meester Jeroen
- The Goldfinch (2019) - als Martin
- De Hoppers (2019-heden) - als Geert Hopper
- Een Goed Jaar (2020) - als Hannes De Groot
- Black-out (2020) - als Eddy Taefs
- Fair Trade (2021) - als Peter Vinck
- 2DEZIT (2023) - als Ax-Man
- Familie (2024-heden) - als Linus Vanaken
- Single Bells (2024) - als Pascal
- Moresnet (2024) - als bruidegom
- #LikeMe (2025-heden) - als Manu